# Патрис
Patrice (полн. Patrice Bart-Williams) — афро-немецкий исполнитель в стиле регги. Рожден 9 июля, 1979 года в Кёльн, Германия. Сын писателя-активиста из Сьерра-Леоне Гастона Барт-Уильямса и матери немки. Стиль его музыки, это смешение блюз-рока и регги. Подруга Patrice — певица Айо, у них есть сын Найл (род. 08.10.2005) и дочь Билли-Ив (род. 27.07.2010).

## Дискография

### Студийные Альбомы
- Ancient spirit (2000)
- How do you call it? (2002)
- Silly Walks Movement Meets Patrice (2003)
- Nile (2005)
- Free-Patri-Ation (2008)

### Другие
- Lions (EP, 1998)
- Everyday Good (Maxi, 2000)
- You always you (CD1 & CD2, 2000)
- Ancient Spirit/The Second Coming (Album, 2001)
- Up in my room (Maxi, 2002)
- Sunshine (Maxi, 2003)
- Music (Maxi, 2003)
- Moonrise (Silly Walks Movement Meets Patrice; Maxi, 2003)
- Truly Majestic (Silly Walks Movement Meets Patrice; Maxi, 2004)
- Soul Storm (Maxi, 2005)
- Raw & Uncut (Album & DVD Live, 2006)
- Clouds (Maxi, 2008)